# محمد مشیری یزدی
محمد مشیری یزدی (۱۲۹۹  یزد –۱۲ آبان ۱۳۹۷) معاون اداری و مالی  نخست وزیر در دولت شاپور بختیار بود.
مشیری تحصیلات خود را در مدرسه علوم سیاسی به پایان رسانید و سپس برای تحصیل دوره دکترای حقوق اساسی به فرانسه رفت که در این امر ناکام ماند.
وی از کارمندان عالی‌رتبه وزارت کار بوده و سمت های مانند ریاست اداره کار اصفهان ، خوزستان و تهران و سازمان بیمه اجتماعی کارگران داشت. مشیری در دولت ملی دکتر مصدق در این وزارت خانه با شاپور بختیار همکاری کرده بود.